# بيكارد (كيبك)
بيكارد (بالإنجليزية: Picard, Quebec)‏ هي منطقة سكنية تقع في كندا في Kamouraska. يقدر عدد سكانها بـ 5 نسمة ومساحتها 572.20 كم2 .